# Franz Sedlacek
Pour les articles homonymes, voir Sedláček.
Franz August Moritz Georg Sedlacek né le 21 janvier 1891 à Breslau et porté disparu en janvier 1945 en Pologne est un peintre et illustrateur autrichien.

## Biographie
Franz Sedlacek est né à Breslau en 1891. Il est l'aîné des trois fils de Julius Sedlacek, un fabricant autrichien de machines frigorifiques et de Klara Riemann. En 1897, la famille déménage à Linz. Sedlacek passe son baccalauréat en 1909 à l'Oberrealschule royale impériale (k.k.) et déménage à Vienne l'année suivante, où il étudie l'architecture. En 1911, il change de cursus pour choisir la chimie. Il demeure néanmoins actif dans les arts et, en 1912, il expose ses œuvres pour la première fois à Linz. En 1913, avec Anton Lutz, Franz et Klemens Brosch et Heinz Bitzan (1892-1965), il fonde MAERZ (de), une association d'artistes de Linz.
Après son engagement lors de la Première Guerre mondiale, il est diplômé de l'université technique de Vienne en 1921 puis travaille au musée des Techniques de Vienne, entre autres à la tête du département de l'industrie chimique. En 1923, il épouse Maria Albrecht avec qui il aura deux filles. En 1927, il devient membre de la Sécession viennoise. En 1933, il rejoint l'organisation de service du Front patriotique dans le musée technique. Dès 1937, il rejoint l'organisation national-socialiste au musée des Techniques et demande son adhésion au NSDAP après l'Anschluss en 1938. En juillet de la même année, il demande son admission à la Chambre des beaux-arts du Reich (Reichskammer der bildenden Künste). En 1939, il suit un second service militaire. Sedlacek sert comme officier et combat à Stalingrad, en Norvège et en Pologne. En janvier 1945, il est porté disparu près de Toruń.

## Œuvre
Les premiers travaux de Sedlacek sont graphiques. Ils paraissent dans des magazines tels que Die Muskete et Simplicissimus. Plus tard, il se tourne vers la peinture à l'huile. Son travail est d'une grande précision. Son goût pour les contrastes, qu'il obtient au moyen de glaçures selon les techniques des maîtres anciens, est particulièrement caractéristique.
L'ensemble de son œuvre est classé entre le réalisme magique et la Nouvelle Objectivité. Les thèmes de ses tableaux sont fantastiques. Les êtres mélangés et les figures caricaturées prédominent ; l'humeur de base est souvent mélancolique, voire menaçante.
Au cours de l'entre-deux-guerres, Franz Sedlacek a été considéré comme l'un des artistes autrichiens les plus importants. Plus tard, son travail est tombé dans l'oubli et n'a été reconnu que depuis les années 1990.

## Galerie

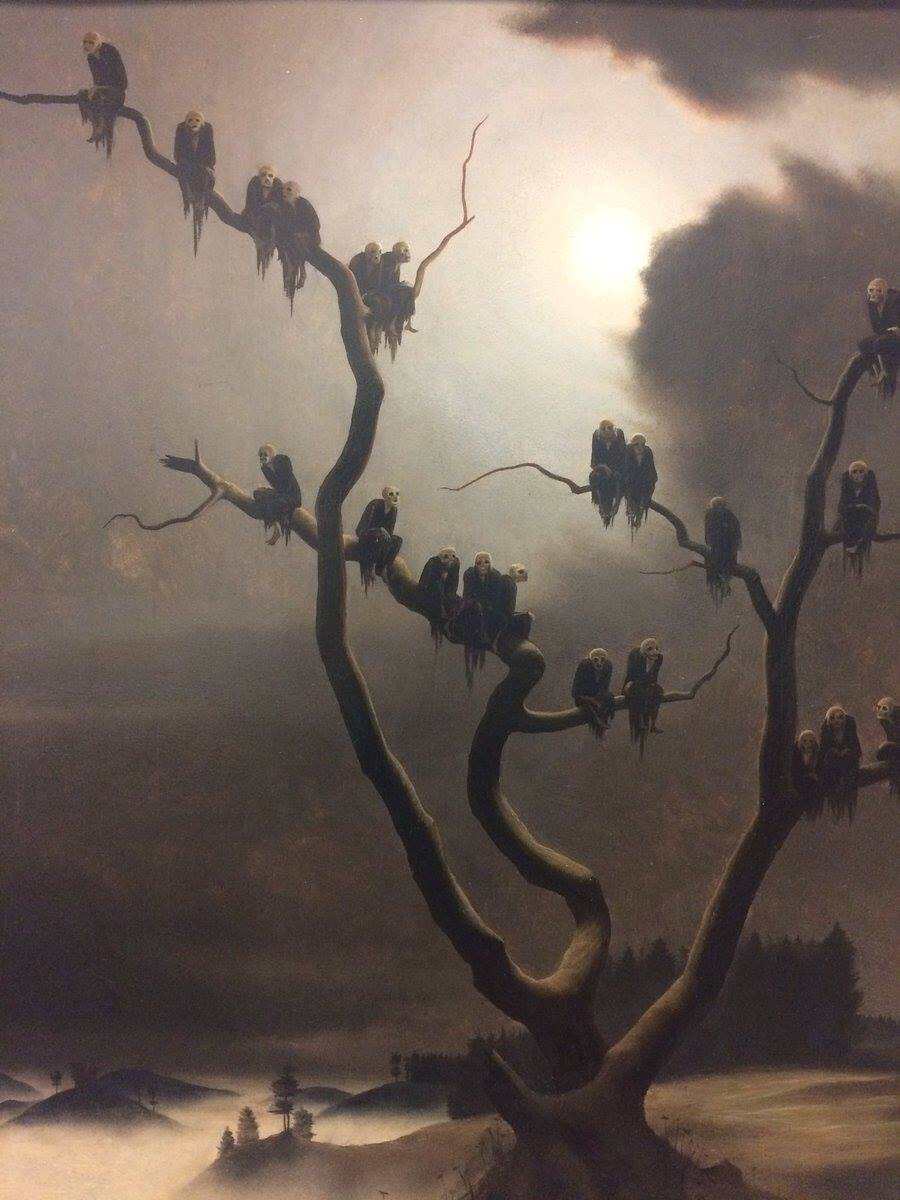
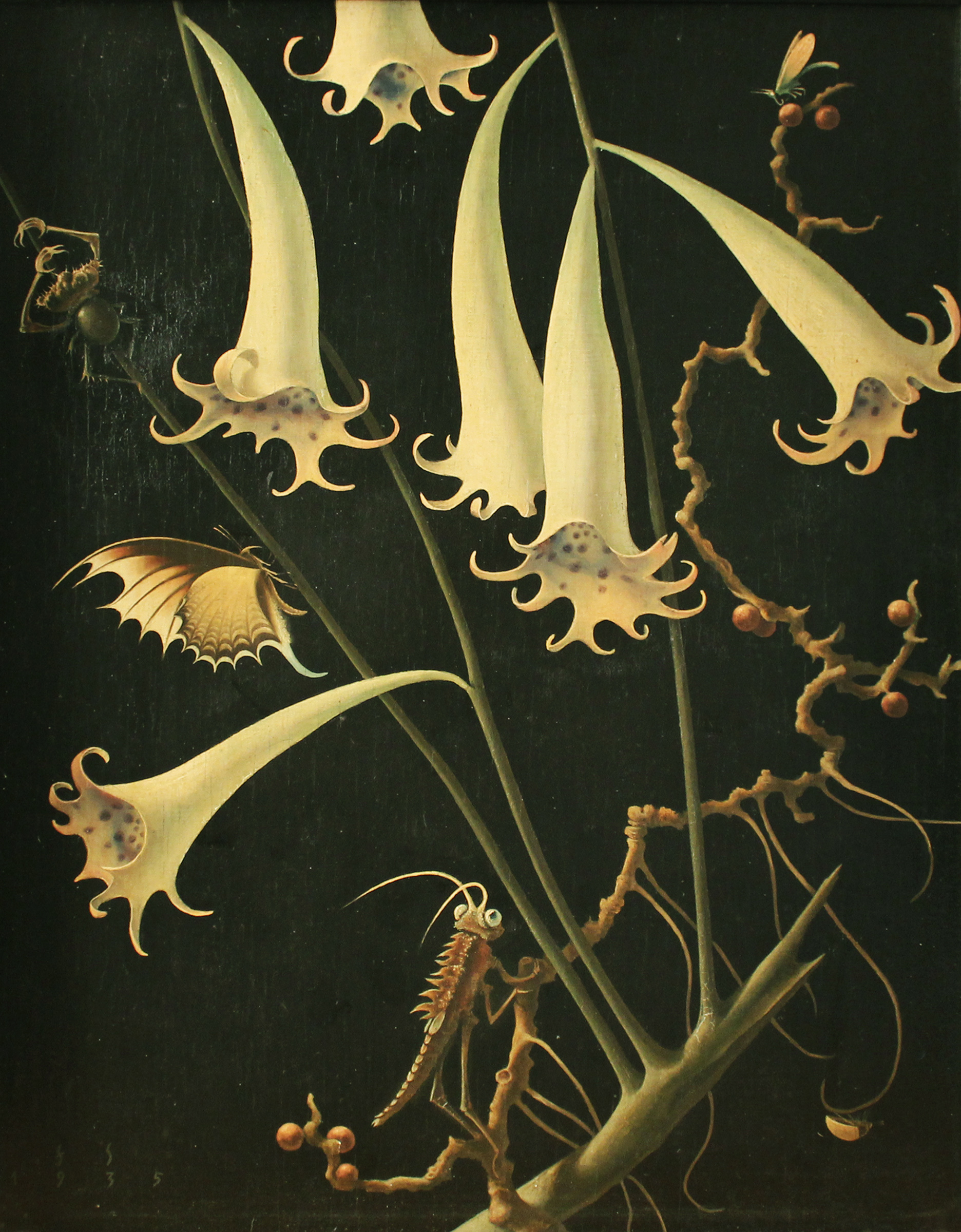
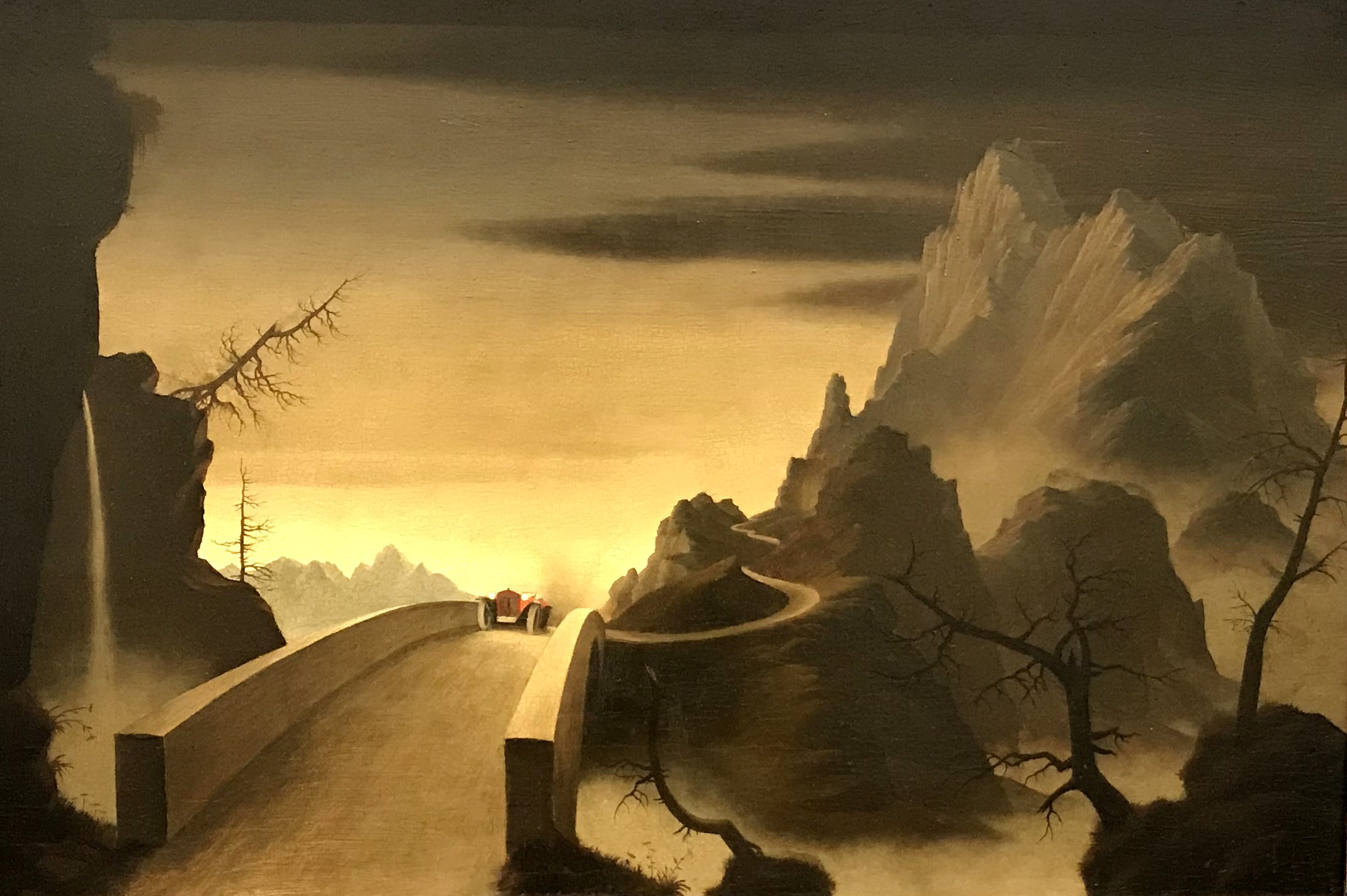
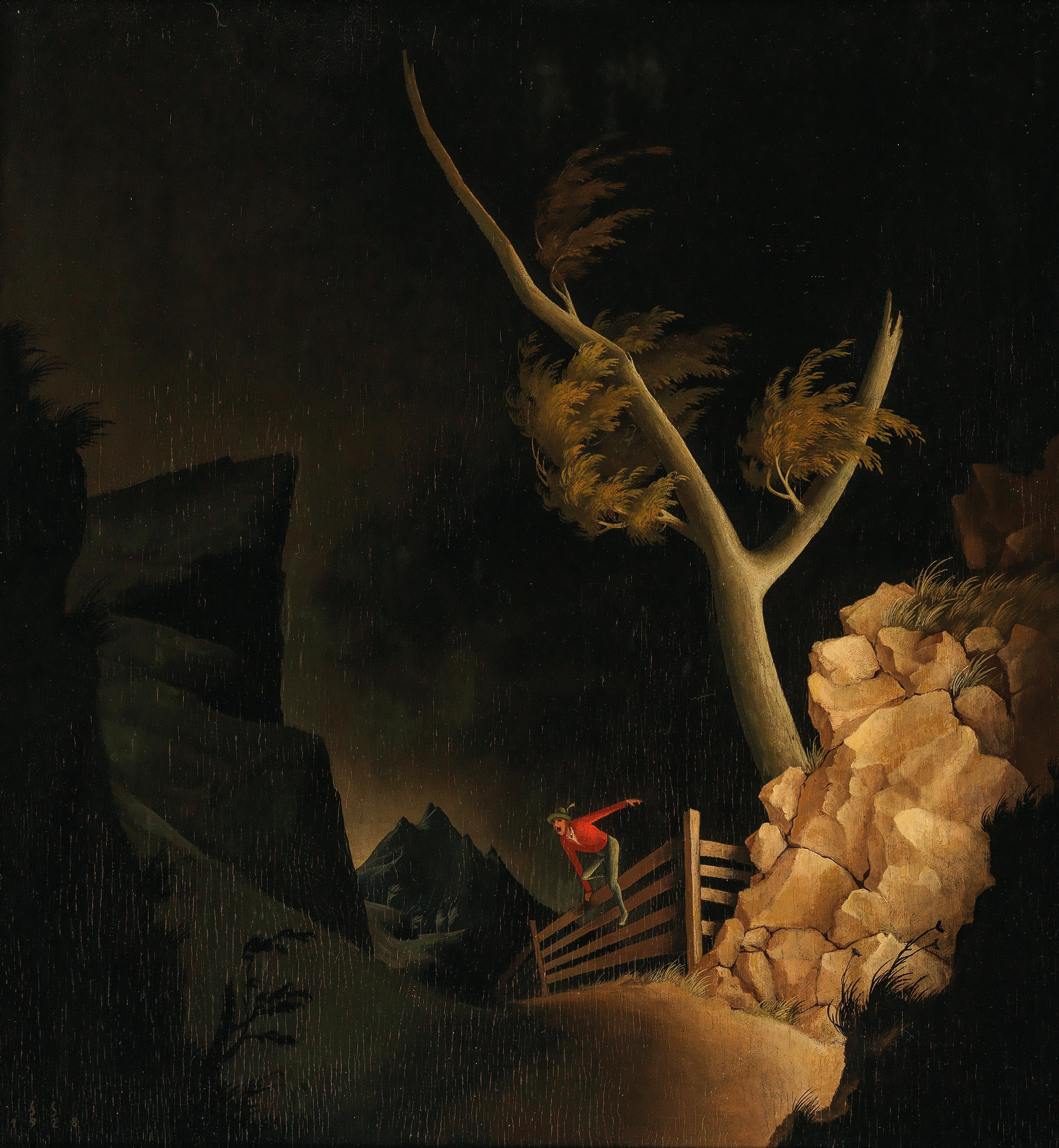
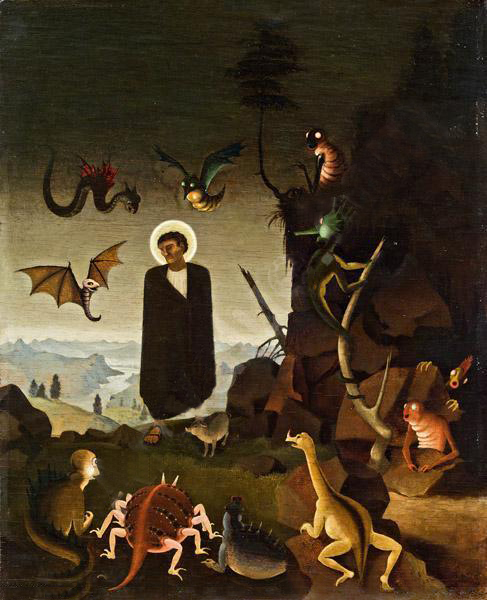
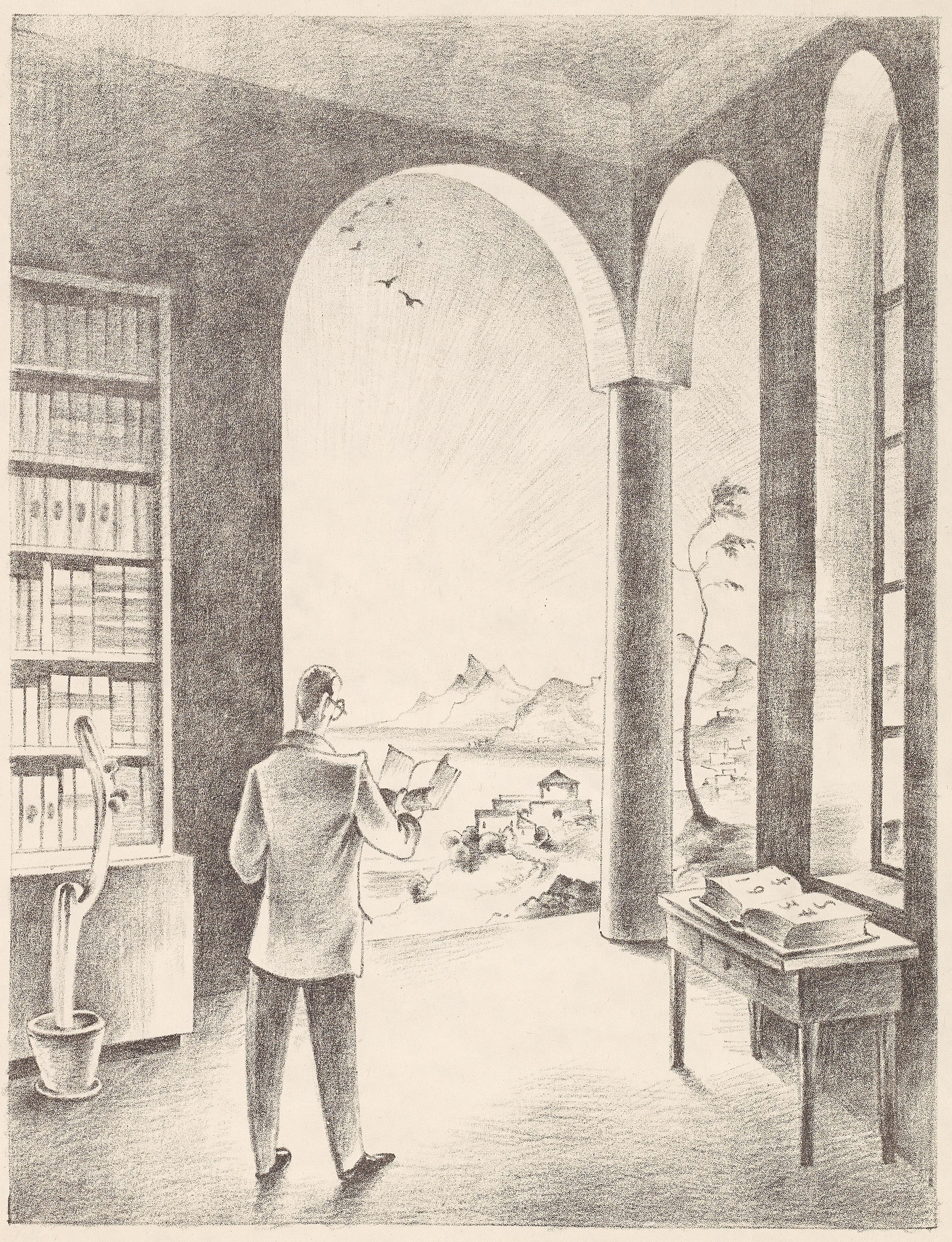